# 安德魯·弗格森 (足球員)
安德魯·威廉·弗格森（英語：Andrew William Ferguson；1957年11月9日—）是一名加拿大退役足球員及足球教練，在場上司職中場和後衛。

## 生平

### 國家隊生涯
弗格森1995年才第一次獲得加拿大男足的徵召，並在迎戰特立尼達和多巴哥的比賽上完成大國家隊首秀。當時他已經27歲。弗格森在1985年代表加拿大參加了6場友誼賽，但他在此後直到1989年才再一次入選大國家隊。
弗格森最後一次為加拿大披掛上陣，是在1991年北美三國盃期間客場挑戰美國男足的比賽。

### 教練生涯
弗格森在職業生涯末期曾先後出任渥太華無畏和基秦拿踢球者兩支球隊的球員兼教練，甚至兼任總經理。
2004年，加拿大腦癱體育協會組建腦癱足球隊，並邀請弗格森出任主教練。2005年，加拿大足球協會接管腦癱國足，弗格森繼續留任主教練至今。